# ناحیه کرولتون، شهرستان گرین، ایلینوی
ناحیه کرولتون (به انگلیسی: Carrollton Township) یک منطقهٔ مسکونی در ایالات متحده آمریکا است که در شهرستان گرین، ایلینوی واقع شده‌است. ناحیه کرولتون ۱۷۵ متر بالاتر از سطح دریا واقع شده‌است.